# 第66回アカデミー賞
第66回アカデミー賞（だい66かいアカデミーしょう）は1994年3月21日に発表・授賞式が行われた。有力視されていた『シンドラーのリスト』が作品賞を始めとする7部門を受賞。また、助演女優賞を受賞したアンナ・パキンは当時11歳で、テイタム・オニール（『ペーパー・ムーン』）の10歳に次いで若い受賞者となった。

## 式典
第66回目のアカデミー賞授与式はロサンゼルスのドロシー・チャンドラー・パビリオンで、3時間18分に渡って行われた 。司会のウーピー・ゴールドバーグは、アフリカ系アメリカ人女性として初めての司会者であった。
また、大物ミュージシャンであるジャネット・ジャクソン、ニール・ヤング、ブルース・スプリングスティーンらの楽曲が歌曲賞にノミネートされ、授賞式でパフォーマンスを行ったことも話題となった。

## 候補と受賞の一覧
太字は受賞である。
また、以下での人名表記は
1. 作品の日本語公式情報およびAMPAS公式サイトの日本版とWOWOWによる授賞式放送での表記に準ずる。
2. 見当たらない場合はデータベースサイトなどを参考。
3. それでもない場合は英語表記のままとする。

| 作品賞 | 監督賞 |
| --- | --- |
| - 『シンドラーのリスト』 – スティーヴン・スピルバーグ、ジェラルド・R・モーレン、ブランコ・ラスティグ - 『父の祈りを』 – ジム・シェリダン - 『逃亡者』 – アーノルド・コペルソン - 『ピアノ・レッスン』 – ジャン・チャップマン - 『日の名残り』 – イスマイル・マーチャント、マイク・ニコルズ、ジョン・キャリー                                                                                              | - スティーヴン・スピルバーグ – 『シンドラーのリスト』 - ロバート・アルトマン – 『ショート・カッツ』 - ジェーン・カンピオン – 『ピアノ・レッスン』 - ジェームズ・アイヴォリー – 『日の名残り』 - ジム・シェリダン – 『父の祈りを』 |
| 主演男優賞 | 主演女優賞 |
| - トム・ハンクス – 『フィラデルフィア』 - ダニエル・デイ＝ルイス – 『父の祈りを』 - ローレンス・フィッシュバーン - 『TINA ティナ』 - アンソニー・ホプキンス – 『日の名残り』 - リーアム・ニーソン – 『シンドラーのリスト』 | - ホリー・ハンター – 『ピアノ・レッスン』 - アンジェラ・バセット – 『TINA ティナ』 - ストッカード・チャニング – 『私に近い6人の他人』 - エマ・トンプソン – 『日の名残り』 - デブラ・ウィンガー – 『永遠の愛に生きて』 |
| 助演男優賞 | 助演女優賞 |
| - トミー・リー・ジョーンズ – 『逃亡者』 - レオナルド・ディカプリオ – 『ギルバート・グレイプ』 - レイフ・ファインズ – 『シンドラーのリスト』 - ジョン・マルコヴィッチ – 『ザ・シークレット・サービス』 - ピート・ポスルスウェイト – 『父の祈りを』 | - アンナ・パキン – 『ピアノ・レッスン』 - ホリー・ハンター – 『ザ・ファーム 法律事務所』 - ロージー・ペレス – 『フィアレス』 - ウィノナ・ライダー – 『エイジ・オブ・イノセンス/汚れなき情事』 - エマ・トンプソン – 『父の祈りを』 |
| 脚本賞 | 脚色賞 |
| - 『ピアノ・レッスン』 – ジェーン・カンピオン - 『デーヴ』 – ゲイリー・ロス - 『ザ・シークレット・サービス』 – ジェフ・マグワイア - 『フィラデルフィア』 – ロン・ナイスワーナー - 『めぐり逢えたら』 – ノーラ・エフロン、デヴィッド・S・ウォード、ジェフ・アーチ | - 『シンドラーのリスト』 – スティーヴン・ザイリアン - 『エイジ・オブ・イノセンス/汚れなき情事』 – マーティン・スコセッシ、ジェイ・コックス - 『父の祈りを』 – ジム・シェリダン、テリー・ジョージ - 『日の名残り』 – ルース・プラワー・ジャブヴァーラ - 『永遠の愛に生きて』 – ウィリアム・ニコルソン |
| 外国語映画賞 | |
| - 『ベルエポック』 (スペイン) – フェルナンド・トルエバ - 『さらば、わが愛/覇王別姫』 (香港) – チェン・カイコー - Hedd Wyn (イギリス) – ポール・ターナー - 『青いパパイヤの香り』 (ベトナム) – トラン・アン・ユン - 『ウェディング・バンケット』 (台湾) – アン・リー | |
| 長編ドキュメンタリー映画賞 | 短編ドキュメンタリー映画賞 |
| - I Am a Promise: The Children of Stanton Elementary School – スーザン・レイモンド、アラン・レイモンド - The Broadcast Tapes of Dr. Peter – David Paperny、アーサー・ギンズバーグ - Children of Fate – スーザン・トッド、アンドリュー・ヤング - For Better or For Worse – デヴィッド・コリアー、ベスティ・トンプソン - 『クリントンを大統領にした男』 – D・A・ペネベイカー、クリス・ヘジダス              | - Defending Our Lives – マーガレット・ラザロー、Renner Wunderlich - Blood Ties: The Life and Work of Sally Mann – スティーヴン・カンター、ピーター・スパイラー - Chicks in White Satin – Elaine Holliman、Jason Schneider |
| 短編実写映画賞 | 短編アニメ映画賞 |
| - Schwarzfahrer – ペペ・ダンカート - Down on the Waterfront – ステイシー・タイトル、ジョナサン・ペナー - 『マリッジブルーの愉しみ』 – スーザン・シーデルマン、ジョナサン・ブレット - 『ザ・コンタクト』 – ピーター・ウェラー、ジャナ・スー・メメル - The Screw (La Vis) – ディディエ・フラマン | - 『ペンギンに気をつけろ!』 – ニック・パーク - Blindscape – スティーヴン・パルマー - 『大いなる河の流れ』 – フレデリック・バック、ユベール・ティソン - Small Talk – ボブ・ゴドフレイ、ケヴィン・ボールドウィン - The Village – マーク・ベイカー |
| 作曲賞 | 歌曲賞 |
| - 『シンドラーのリスト』 – ジョン・ウィリアムズ - 『ザ・ファーム 法律事務所』 – デイヴ・グルーシン - 『エイジ・オブ・イノセンス/汚れなき情事』 – エルマー・バーンスタイン - 『逃亡者』 – ジェームズ・ニュートン・ハワード - 『日の名残り』 – リチャード・ロビンズ | - ｢ストリーツ・オブ・フィラデルフィア｣（『フィラデルフィア』） – ブルース・スプリングスティーン (作詞・作曲) - "Again"（『ポエティック・ジャスティス/愛するということ』） – ジャネット・ジャクソン (作詞・作曲)、ジャム&ルイス (作詞・作曲) - "Philadelphia"（『フィラデルフィア』） – ニール・ヤング (作詞・作曲) - "A Wink and a Smile"（『めぐり逢えたら』） – マーク・シャイマン (作曲)、Ramsey McLean (作詞) - "The Day I Fall in Love"（『ベートーベン2』） – キャロル・ベイヤー・セイガー (作詞・作曲)、ジェームス・イングラム (作詞・作曲)、クリフ・マグネス (作詞・作曲) |
| 音響編集賞 | 録音賞 |
| - 『ジュラシック・パーク』 – ゲイリー・ライドストロム、Richard Hymns - 『逃亡者』 – ジョン・レベク、ブルース・スタンブラー - 『クリフハンガー』 – ワイリー・ステートマン、グレッグ・バクスター | - 『ジュラシック・パーク』 – ゲイリー・ライドストロム、ゲイリー・サマーズ、ロン・ジャドキンス、ショーン・マーフィ - 『シンドラーのリスト』 – アンディ・ネルソン、スティーヴン・ペデルソン、スコット・ミラン、ロン・ジャドキンス - 『ジェロニモ』 – クリス・カーペンター、ダグ・ヘムフィル、ビル・W・ベントン、リー・オルロフ - 『クリフハンガー』 – マイケル・ミンクラー、ボブ・ビーマー、ティム・クーニー - 『逃亡者』 – ドナルド・O・ミッチェル、マイケル・ハービック、フランク・A・モンタノ、スコット・D・スミス                                                               |
| 美術賞 | 撮影賞 |
| - 『シンドラーのリスト』 – Ewa Braun (美術)、アラン・スタルスキ (装置) - 『アダムス・ファミリー2』 – ケン・アダム (美術)、マーヴィン・マーチ (装置) - 『エイジ・オブ・イノセンス/汚れなき情事』 – ダンテ・フェレッティ (美術)、ロバート・J・フランコ (装置) - 『オルランド』 – ベン・ヴァン・オズ (美術)、ヤン・ロールフス (装置) - 『日の名残り』 – ルチアーナ・アリジ (美術)、イアン・ウィテカー (装置) | - 『シンドラーのリスト』 – ヤヌス・カミンスキー - 『ボビー・フィッシャーを探して』 – コンラッド・L・ホール - 『さらば、わが愛/覇王別姫』 – 顧長衛 - 『逃亡者』 – マイケル・チャップマン - 『ピアノ・レッスン』 – スチュアート・ドライバーグ |
| メイクアップ賞 | 衣裳デザイン賞 |
| - 『ミセス・ダウト』 - グレッグ・キャノン、ヴィ・ネイル、Yolanda Toussieng - 『フィラデルフィア』 - カール・フラートン、アラン・ダンジェリオ - 『シンドラーのリスト』 - クリスティナ・スミス、マシュー・W・マングル、ジュディス・A・コリー | - 『エイジ・オブ・イノセンス/汚れなき情事』 - ガブリエラ・ペスクッチ - 『シンドラーのリスト』 - アンナ・B・シェパード - 『オルランド』 - サンディ・パウエル - 『ピアノ・レッスン』 - ジャネット・パターソン - 『日の名残り』 - ジェニー・ビーヴァン、ジョン・ブライト |
| 編集賞 | 視覚効果賞 |
| - 『シンドラーのリスト』 - マイケル・カーン - 『ザ・シークレット・サービス』 - アン・V・コーツ - 『逃亡者』 - デニス・ヴァークラー、デイヴィッド・フィンファー、ディーン・グッドヒル、Don Brochu、リチャード・ノード、ドヴ・ホウニグ - 『父の祈りを』 - ジェリー・ハンブリング - 『ピアノ・レッスン』 - ヴェロニカ・ジェネット                                                                            | - 『ジュラシック・パーク』 - スタン・ウィンストン、デニス・ミューレン、フィル・ティペット、マイケル・ランティエリ - 『クリフハンガー』 - ニール・クレペラ、ジョン・リチャードソン、ジョン・ブルーノ、パメラ・イーズリー - 『ナイトメアー・ビフォア・クリスマス』 - ピート・コザチク、エリック・レイトン、アリエル・ヴェラスコ・ショウ、ゴードン・ベイカー |

### アカデミー名誉賞
- デボラ・カー[6]

### ジーン・ハーショルト友愛賞
- ポール・ニューマン[7]

### ゴードン・E・ソーヤー賞
- ペトロ・ヴラホ

### 統計
| 候補数 | 作品名                                |
| ------ | ------------------------------------- |
| 12     | シンドラーのリスト                    |
| 8      | ピアノ・レッスン                      |
| 8      | 日の名残り                            |
| 7      | 逃亡者                                |
| 7      | 父の祈りを                            |
| 5      | エイジ・オブ・イノセンス/汚れなき情事 |
| 5      | フィラデルフィア                      |
| 3      | クリフハンガー                        |
| 3      | ザ・シークレット・サービス            |
| 3      | ジュラシック・パーク                  |
| 2      | さらば、わが愛/覇王別姫               |
| 2      | ザ・ファーム 法律事務所               |
| 2      | オルランド                            |
| 2      | 永遠の愛に生きて                      |
| 2      | めぐり逢えたら                        |
| 2      | TINA ティナ                           |

| 受賞数 | 作品名               |
| ------ | -------------------- |
| 7      | シンドラーのリスト   |
| 3      | ジュラシック・パーク |
| 3      | ピアノ・レッスン     |
| 2      | フィラデルフィア     |

## プレゼンター・パフォーマー[8][9]

### プレゼンター
| プレゼンター                                  | 役                                                              |
| --------------------------------------------- | --------------------------------------------------------------- |
| Les Marshak                                   | アナウンサー                                                    |
| アーサー・ヒラー (AMPAS会長)                  | 開会挨拶                                                        |
| トム・ハンクス                                | 美術賞                                                          |
| イライジャ・ウッド                            | 視覚効果賞                                                      |
| マリサ・トメイ                                | 助演男優賞                                                      |
| ジョアン・チェン ヴァル・キルマー             | メイクアップ賞                                                  |
| リーアム・ニーソン                            | 音響編集賞                                                      |
| グレン・クローズ                              | 名誉賞 (デボラ・カー)                                           |
| ロージー・オドネル                            | 短編アニメ映画賞 短編実写映画賞                                 |
| ニコラス・ケイジ シャーリー・マクレーン       | 録音賞                                                          |
| ジーン・ハックマン                            | 助演女優賞                                                      |
| ローラ・ダーン                                | Academy Award for Technical Achievement ゴードン・E・ソーヤー賞 |
| シャロン・ストーン                            | 衣裳デザイン賞                                                  |
| ニコール・キッドマン クリスチャン・スレーター | 長編ドキュメンタリー映画賞 短編ドキュメンタリー映画賞           |
| ゴールディ・ホーン                            | 作曲賞                                                          |
| ジャック・ヴァレンテ                          | "Film cinematography" montage                                   |
| カーク・ダグラス                              | 撮影賞                                                          |
| トム・クルーズ                                | ジーン・ハーショルト友愛賞 (ポール・ニューマン)                 |
| アンソニー・ホプキンス                        | 外国語映画賞                                                    |
| ジーナ・デイヴィス                            | 編集賞                                                          |
| ホイットニー・ヒューストン                    | 歌曲賞                                                          |
| ジェレミー・アイアンズ                        | 脚本賞 脚色賞                                                   |
| グレン・クローズ                              | In Memoriam                                                     |
| エマ・トンプソン                              | 主演男優賞                                                      |
| アル・パチーノ                                | 主演女優賞                                                      |
| クリント・イーストウッド                      | 監督賞                                                          |
| ハリソン・フォード                            | 作品賞                                                          |

### パフォーマー
| 名前 | 役           | 内容                                                    |
| --- | ------------ | ------------------------------------------------------- |
| ビル・コンティ | 編曲         | オーケストラ                                            |
| バーナデット・ピーターズ | パフォーマー | "Putting It Together" (Sunday in the Park with George)  |
| ジャネット・ジャクソン | パフォーマー | "Again" (ポエティック・ジャスティス/愛するということ)   |
| ニール・ヤング | パフォーマー | "Philadelphia" (フィラデルフィア)                       |
| ジェームス・イングラム ドリー・パートン | パフォーマー | "The Day I Fall in Love" (ベートーベン2)                |
| Les Ballets Africains National Ballet of Canada Central Ballet of China Cuban National Ballet Dance Theatre of Harlem Garth Fagan Dance Inc. パリ・オペラ座バレエ Shanghai Ballet Troupe | パフォーマー | ダンスナンバー                                          |
| キース・キャラダイン | パフォーマー | "A Wink and a Smile" (めぐり逢えたら)                   |
| ブルース・スプリングスティーン | パフォーマー | ｢ストリーツ・オブ・フィラデルフィア｣ (フィラデルフィア) |

## In Memoriam
In Memoriamは女優のグレン・クローズによって紹介された。
| - リリアン・ギッシュ - マーナ・ロイ - ジョゼフ・コットン - ジョージ・マクファーランド - ルビー・キーラー - テリー・サバラス - メリナ・メルクーリ - シーザー・ロメロ - テッド・ハワース - ヴィンセント・プライス - スチュワート・グレンジャー - サミュエル・ブロンストン - リヴァー・フェニックス - レイモンド・バー - カンティンフラス | - アレクシス・スミス - ジョーゼフ・L・マンキーウィッツ - アイリーン・シャラフ - ヘレン・ヘイズ - ジョン・キャンディ - サミー・カーン - レイ・シャーキー - フェデリコ・フェリーニ - エルヴェ・ヴィルシェーズ - ドン・アメチー - オードリー・ヘプバーン - ブランドン・リー - ダイナ・ショア - フレッド・グウィン - ヴィンセント・ガーディニア |